# Никифоров, Семён Гаврилович
Семён Гаврилович Никифоров (1877—1912) — русский художник, портретист и жанрист.
Член СРХ с 1910 года. Участник выставок с 1898 года (МУЖВЗ, ТПХВ, СРХ, МТЛИ и другие).

## Биография
Родился в 1877 году в с. Антошино Кашинского уезда Тверской губернии.
Учился в Московском училище живописи, ваяния и зодчества (1896—1908) у А. Степанова и В. Серова, позже был там же преподавателем.
Выступал на передвижных выставках с 1904 по 1911 годы (член Товарищества с 1905 года).
В 1908 году получил звание классного художника. Пенсионер училища в 1910—1911 годах. Жил и работал в Москве.
Умер в Москве в 1912 году. Похоронен на Миусском кладбище.
Посмертная выставка произведений С. Г. Никифорова была устроена О. Н. Натальиной (женой художника) в 1913 году — были представлены 302 его работы.
В 1904 году Никифоров жил в имении своей жены селе Саженево, располагавшемся недалеко от Рязани.

## Творчество
На международной выставке в Риме его картина «На солнышке» произвела большое впечатление, и итальянское правительство приобрело её для Национальной галереи в Риме, чего удостаивались немногие из иностранных художников.
Работы Никифорова находятся в музеях России. Его картина «Кухня» была приобретена в 1907 году с 34-й передвижной выставки в музей Академии художеств. В Третьяковской галерее находятся его картины «В сарае» (1907) и «Приехали» (1907).
Обширная коллекция живописи и рисунков Никифорова, хранящаяся в Государственном художественном музее им. И. П. Пожалостина, поступила в 1927 году из мастерской художника и составляет около 150 экспонатов. В 1972 году в музее проходила юбилейная выставка работ Никифорова, на которой были представлены произведения художника из разных музейных собраний страны.